# Cumbres boscosas endemicas en Callayuc

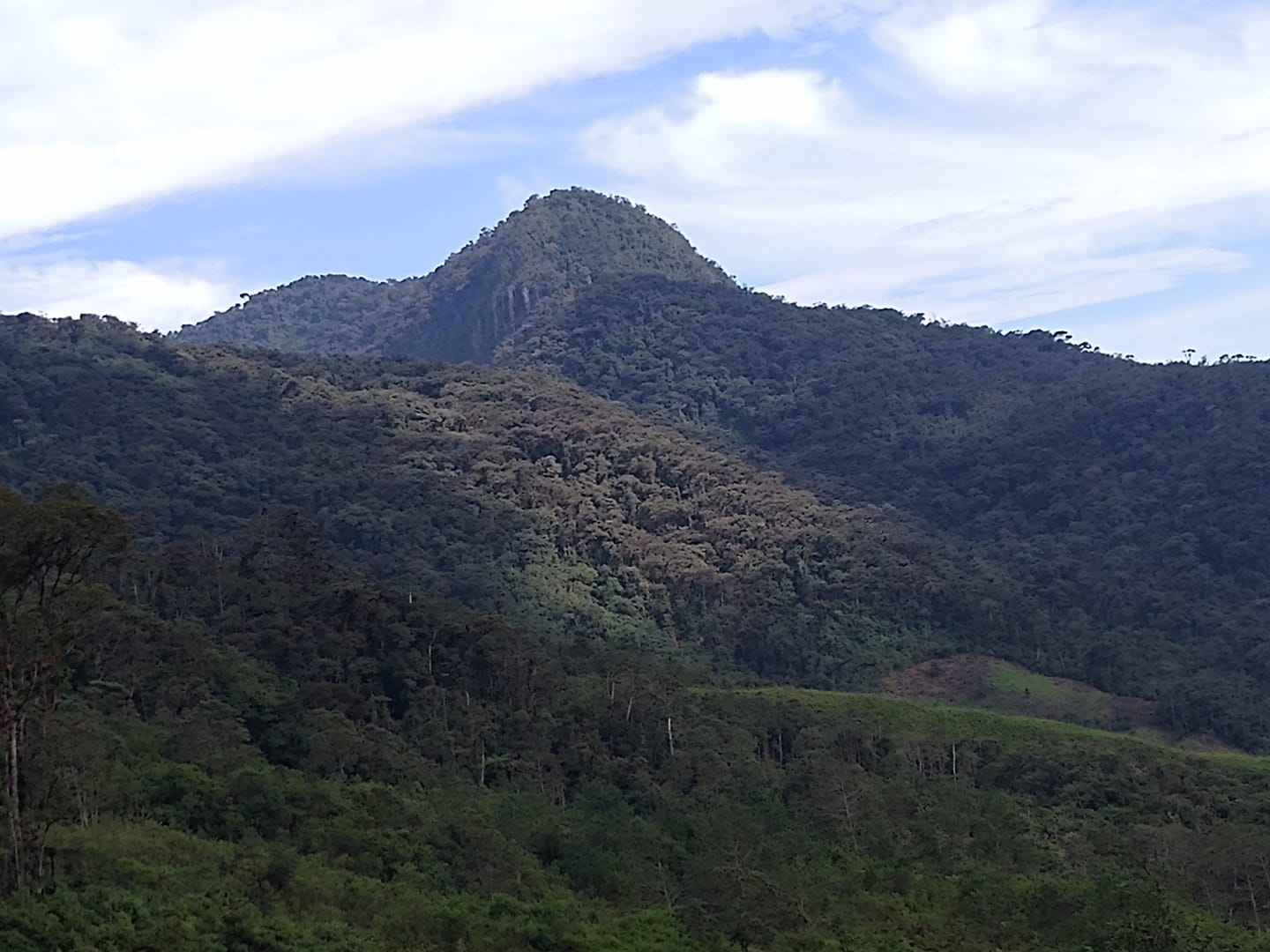
Vista parcial del cerro wissus en la cordillera homónima, en el fondo una densa vegetación.

El sistema de cumbres boscosas endémicas de Callayuc, es un conjunto de picos y cordilleras boscosas de selva montana, ubicado en un espacio geográfico comprendido en el distrito de Callayuc. Es una ecorregión endémica, todas las zonas boscosas que aparecen en esta latitud están clasificadas (según WWF) como ecorregiones montano neotropicales de la cadena noroccidental de los andes peruanos, dichos ecosistemas se extienden desde el sur de Colombia, pasan por Ecuador hasta el norte del Perú, en Piura y el norte de Cajamarca y amazonas.
Estos sistemas boscosos de alta montaña ubicada en el espacio geográfico de Callayuc, es una cadena de bosques de montaña con dirección de sur a norte, formando un escudo montañoso intertropical,  constituye los últimos reductos de bosque endémico originario y más meridional de toda la ecorregión de bosques montano neotropicales, ya que ha reducido en gran magnitud su floresta y espacios biológicos debido a la actividad humana acentuada más intensamente desde la década del 50 del siglo XX. Dichos espacios se presentan en la actualidad aisladas unas de otras, a pesar de que en el pasado eran un conjunto de cadenas montañosas, hacen que sean refugios biológicos vulnerables, y por ende potencialmente endémicas. 
Debido a su latitud forma parte de la vertiente del atlántico.
Este sistema montañoso, conserva especies similares en cada espacio, conformado por cuatro zonas, los bosques montanos de la periferia y cumbre del pico el Pabellón, los bosques inmediatos de la cordillera del Huichus, las cumbres y partes intermedias del Paratón y la cadena más occidental de la cordillera de tarros, esta última en conservación actual por el estado, bajo zona de amortiguamiento del Parque Nacional de Cutervo. 

## Cerro pabellón
Pico de montaña que supera los 2200 m s. n. m., rodeada en su mayor parte por bosques, forma parte de la cadena de montañas locales, con características endémicas y su espacio natural reducido y vulnerable, solo conserva refugio de vida silvestre desde los 2200 m s. n. m., hasta su cumbre que llega alrededor de los 2450 m s. n. m. En su máxima cumbre conserva vestigios de actividad humana pasada, probablemente militares, encontrándose un conjunto de especie de trincheras o zanjas, de entre 2 y 3 metros de ancho por entre 2 y 5 metros de hondura, confundida entre la biomasa.

## Cordillera del Wissus
La cordillera del Wissus o Huichus, da término del sistema montañoso de bosques montanos endémicos de Callayuc, forma un espeso reducto ecosistematico, en las laderas intermedias y altas de la cordillera se erige el pico Wissus, con una altura máxima de 2817 m s. n. m. reserva fuentes de agua y refugio de importante vida silvestre, variada flora y fauna intertropical.

## Pico montañoso del Paratón
El pico montañoso del Paratón es un espacio biológico de bosque montano, ubicado entre los 1800 y 2300 m s. n. m. en el lado occidental del distrito de Callayuc, con dirección a la cordillera del Huichus, de quien se intercomunica por una cadena de montañas ininterrumpida de sur a norte, hasta dar fin en los bosques secos del chamaya. La toponimia del ecosistema tiene vestigios culturales prehispánicos aun poco explorados, que se confunde con la biomasa y la agreste zona.

## Cadena occidental de la cordillera Tarros
La cadena occidental de la cordillera de Tarros es un bioma ubicado al suroriente del distrito, forma parte del parque nacional de Cutervo, y es zona de amortiguamiento, por lo que es el único espacio biológico de este conjunto de biomas que está protegido legalmente.